# Мікаель Ісхак
Мікаель Ісхак (швед. Mikael Ishak, нар. 31 березня 1993, Седертельє) — шведський футболіст ассирійського походження, нападник клубу «Лех».
Насамперед відомий виступами за клуб «Кельн», а також молодіжну збірну Швеції.

## Клубна кар'єра
Народився 31 березня 1993 року в місті Седертельє. Вихованець футбольної школи клубу «Ассиріска ФФ». Дорослу футбольну кар'єру розпочав 2010 року в основній команді того ж клубу, в якій провів один сезон, взявши участь у 47 матчах чемпіонату.
Своєю грою привернув увагу представників тренерського штабу клубу «Кельн», до складу якого приєднався 2011 року. Відіграв за кельнський клуб наступні два сезони своєї ігрової кар'єри.
До складу клубу «Санкт-Галлен» приєднався 2013 року. Наразі встиг відіграти за швейцарську команду 13 матчів в національному чемпіонаті.

## Виступи за збірні
У 2011 році дебютував у складі юнацької збірної Швеції, взяв участь у 8 іграх на юнацькому рівні, відзначившись 3 забитими голами.
У 2012 році залучався до складу молодіжної збірної Швеції. На молодіжному рівні зіграв у 9 офіційних матчах, забив 6 голів.

## Титули і досягнення
- Чемпіон Польщі (2):

«Лех»: 2021-22, 2024-25
Збірні
- Чемпіон Європи (U-21): 2015